# Edouard Millault
Laurent François Edouard Millault (* 13. Februar 1808 in Paris; † 13. April 1887 ebenda) war ein französischer Komponist, Violinist und Musikpädagoge.
Millault, der bereits zehnjährig den ersten Preis für Solfège am Conservatoire de Paris und später erste Preise für Harmonielehre und Kontrapunkt und den zweiten Preis im Fach Violine erhielt und der Kompositionsschüler von François-Adrien Boieldieu und François-Joseph Fétis war, stellte sich 1830 dem Kompositionswettbewerb um den Prix de Rome. Hinter Berlioz, der in diesem Jahr im vierten Versuch den ersten Premier Grand Prix erhielt, und Alexandre Montfort mit dem zweiten Premier Grand Prix gewann Millault den Premier Second Grand Prix mit der Kantate La Dernière nuit de Sardanapale.
Er trat 1829 als zweiter Violinist in das Orchester der Pariser Oper ein, wo er 1831 erster Violinist und 1859 dritter Kapellmeister wurde. Von 1832 bis 1869 war er außerdem Mitglied der Société des Concerts du Conservatoire. Am Conservatoire war er Repetitor einer Klasse für Kontrapunkt und übernahm später eine Klasse für Solfège. Sein bekanntester Schüler war Félicien-César David.
Millault komponierte Werke für großes Orchester (u. a. die Ouvertüre für großes Orchester César, die 1828 uraufgeführt wurde) und Kammermusik und wurde auch als Komponist kirchenmusikalischer Werke bekannt.
| Personendaten    | Personendaten                                        |
| ---------------- | ---------------------------------------------------- |
| NAME             | Millault, Edouard                                    |
| ALTERNATIVNAMEN  | Millault, Laurent François Edouard                   |
| KURZBESCHREIBUNG | französischer Komponist, Musikpädagoge und Violinist |
| GEBURTSDATUM     | 13. Februar 1808                                     |
| GEBURTSORT       | Paris                                                |
| STERBEDATUM      | 13. April 1887                                       |
| STERBEORT        | Paris                                                |